# Fabio Casartelli

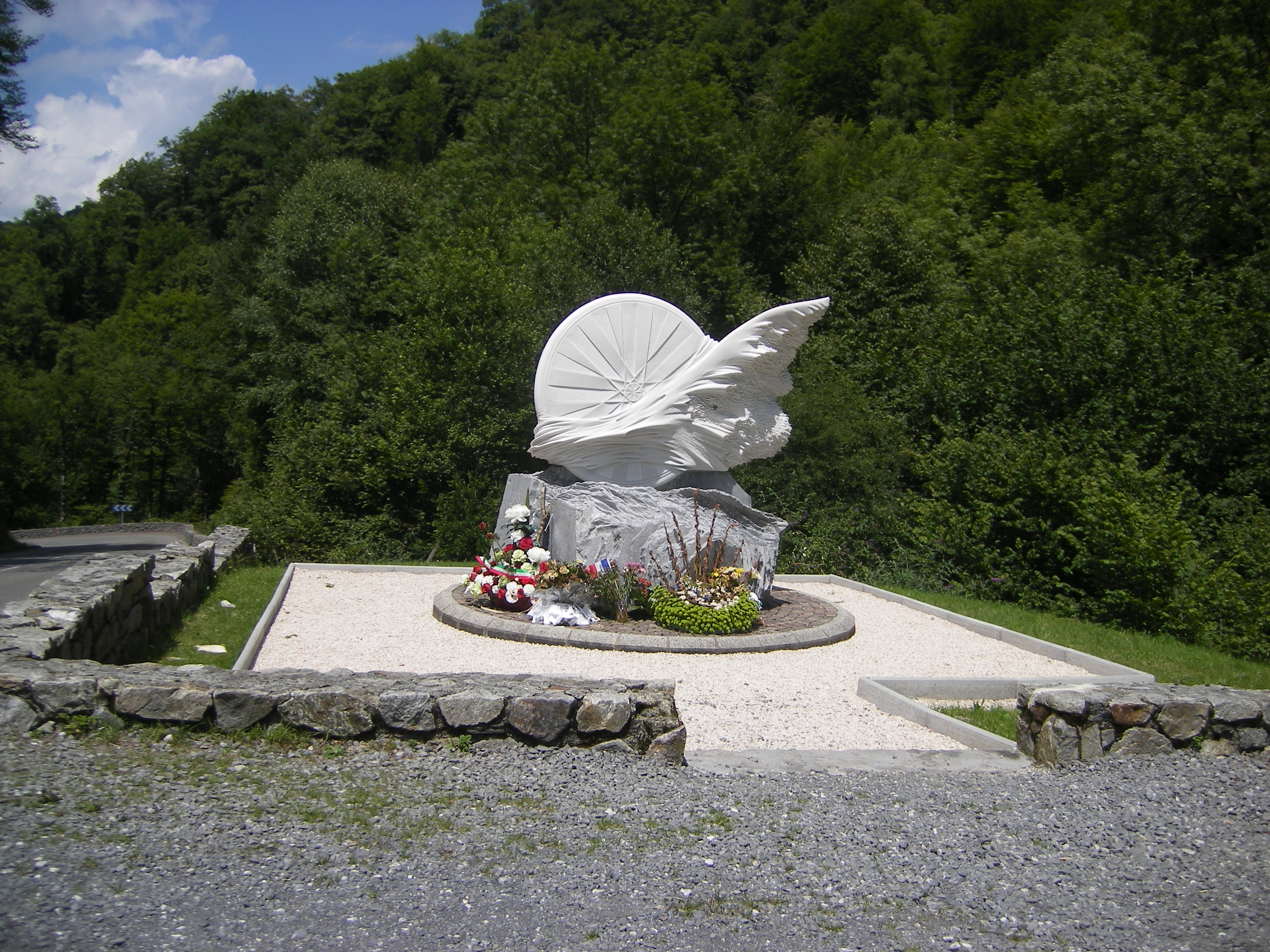
Monumento ao Fabio Casartelli

Fabio Casartelli (16 de agosto de 1970 — 18 de julho de 1995) foi um ciclista italiano que participava em competições de ciclismo de estrada. Foi ativo profissionalmente entre 1993 a 1995.

## Carreira amador
Fabio Casartelli mostrou grande promessa como um amador.
Foi o vencedor e recebeu a medalha de ouro na prova de estrada individual nos Jogos Olímpicos de 1992 em Barcelona.
Ele terminou a corrida de 194 km em 04h35min21, um segundo à frente do Erik Dekker, dos Países Baixos e 3 à frente de Dainis Ozols, da Letônia.

## Carreira profissional
Casartelli começou sua carreira profissional em 1993 com a equipe Ariostea. Ele venceu uma etapa na corrida Settimana Ciclistica Lombarda, ficou em segundo lugar em uma etapa da Volta à Suíça e terminou o Giro d'Italia. Em 1994 mudou-se para a equipe ZG-Mobili. Para seu terceiro ano profissional, mudou-se para a equipe Motorola. Casartelli foi selecionado para representar a sua equipe no Tour de France 1995, juntamente com Alvaro Mejia, Frankie Andreu, Lance Armstrong, Steve Bauer, Kaspars Ozers, Andrea Peron, Stephen Swart e Sean Yates.
Durante a disputa da 15ª etapa do Tour de France 1995, ele sofreu uma queda na descida do Col de Portet d'Aspet. O ciclista, que não estava usando um capacete devido ao calor, sofreu ferimentos graves no rosto e na cabeça, e perdeu a consciência enquanto foi levado de helicóptero para um hospital, ele perdeu a vida.

## Resultados nasGrandes Voltas
Tour de France
- 1994 : abandonou (7ª etapa)
- 1995 : queda fatal na 15ª etapa (descida de Col de Portet d'Aspet)

Giro d'Italia
- 1993 : 107º
- 1994 : abandonou